# パナマローズ

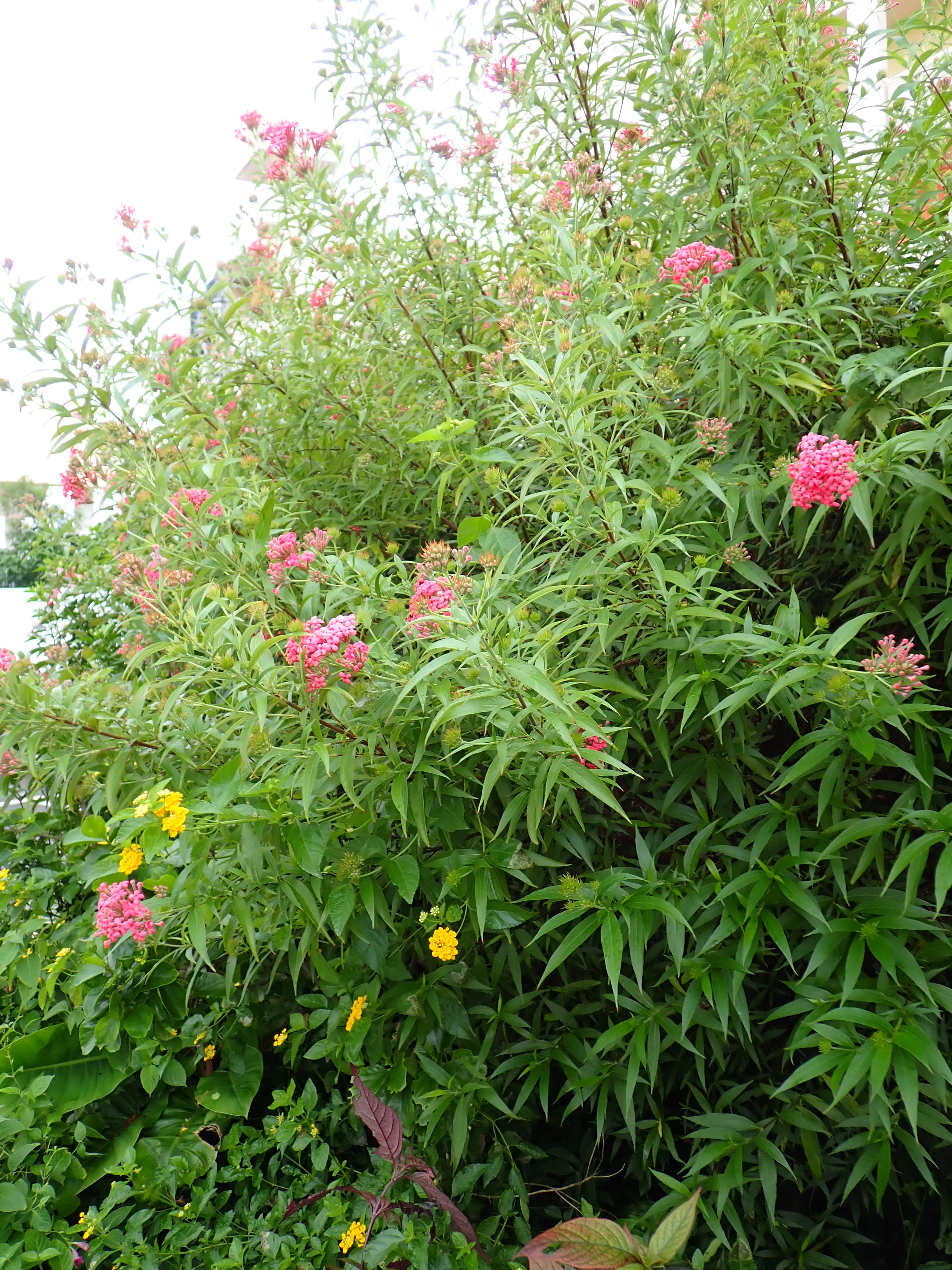
植栽（2024年10月 沖縄県石垣市）

パナマローズ（学名：Arachnothryx leucophylla）はアカネ科Arachnothryx属の常緑低木。Arachnothryx属のタイプ種。図鑑等では旧ベニマツリ属Rondeletiaで記されることが多いが、分子系統学的にはベニマツリ属よりハテルマギリ属Guettardaに近く、本種を含むArachnothryx属はハテルマギリ連に含まれるとされる。POWO等でも本種の属名をArachnothryxとしているため、本項における学名表記はこれに従った。

## 特徴
高さ1–4 m。葉は長楕円形で長さ8–12 cm、対生する。種小名leucophyllaは白い葉の意味で、葉裏に柔らかい毛があり、白っぽくなる。枝や花筒にも白い毛がある。葉の基部には托葉がある。花冠はピンク色、筒状で、先は４つに裂ける。雄しべは4本で、花冠から外には出ない。花に甘い芳香があり、夜に強くなる。花期は12–5月で、秋と春が見頃。

## 分布
メキシコ～パナマ原産とされる。POWOではメキシコ原産としている。

## 利用
沖縄県では近年植栽が増加し、華やかな花は庭植えで鑑賞される。